# Santa Maria delle Vittorie (Linfano)

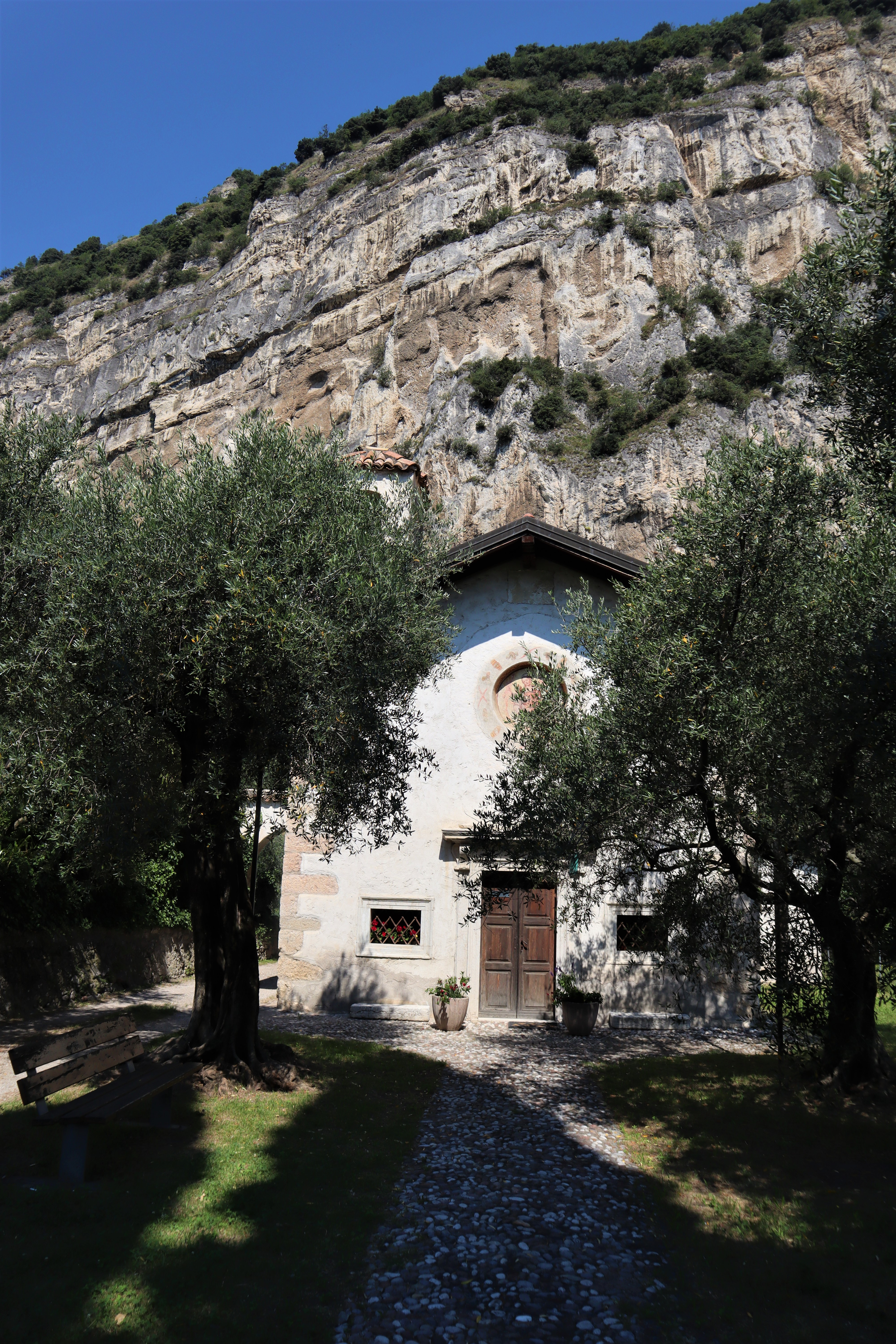
Kirche Santa Maria delle Vittorie in Linfano

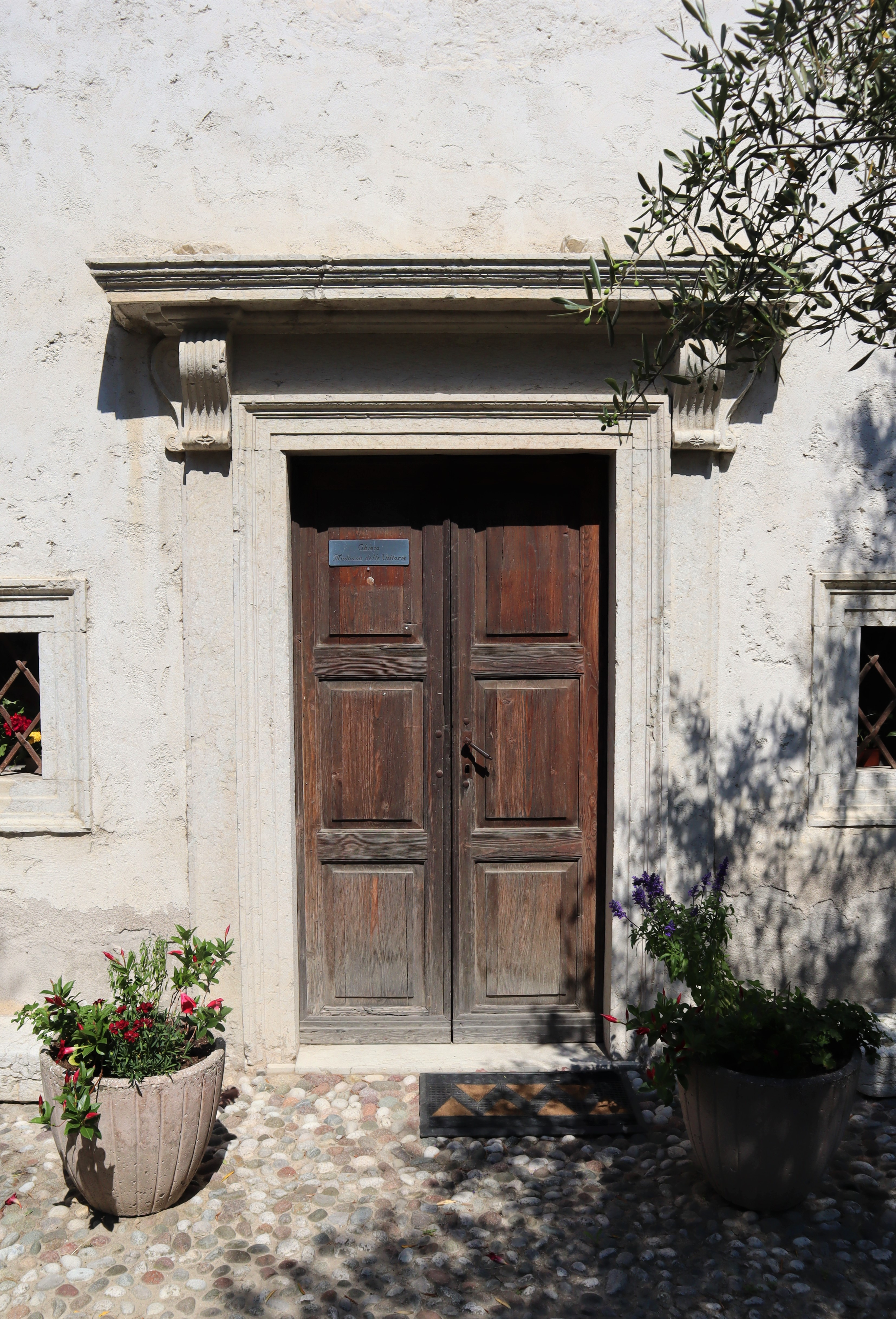
Kirchenportal

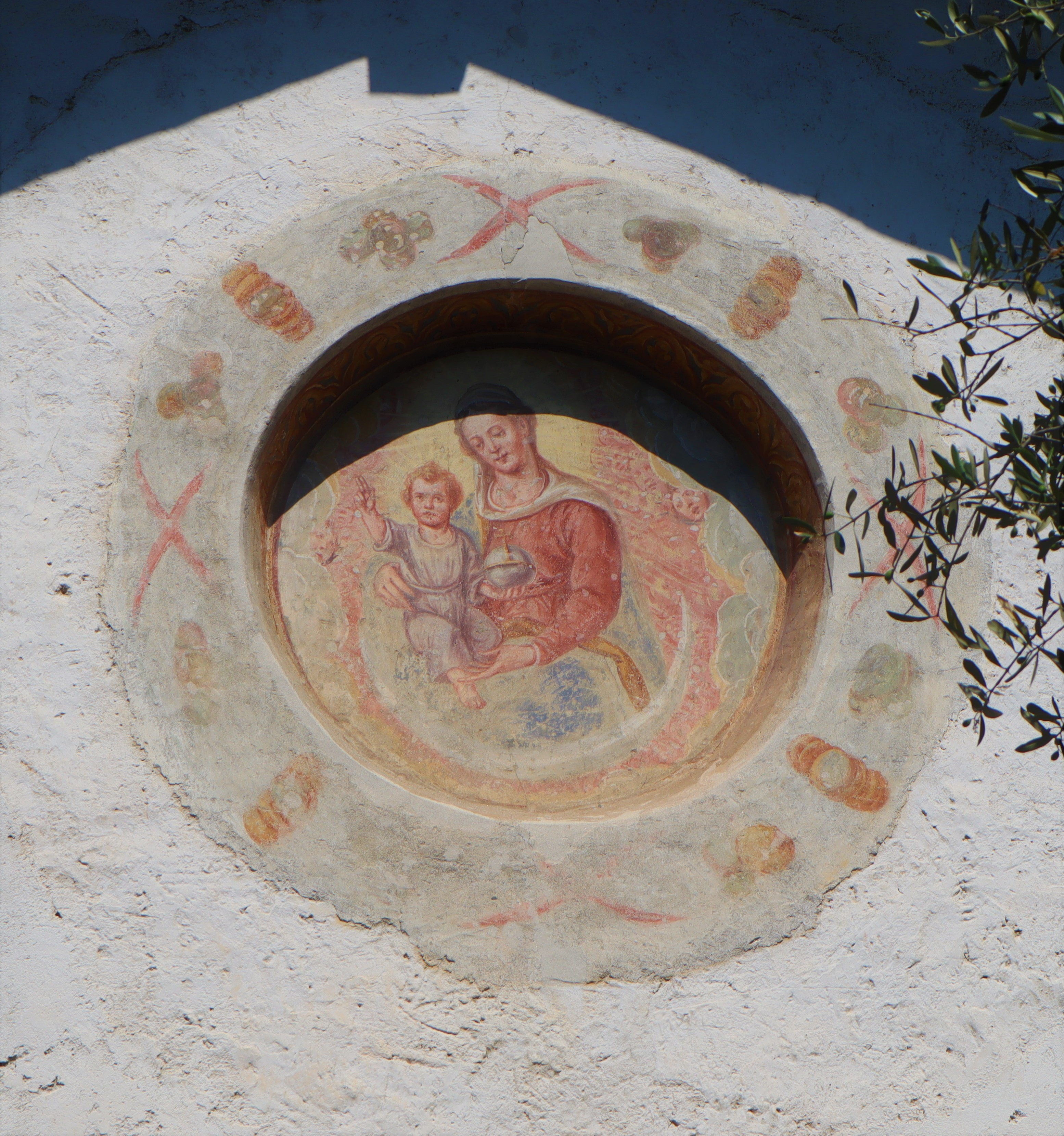
Fresko der Maria mit Jesuskind an der Front

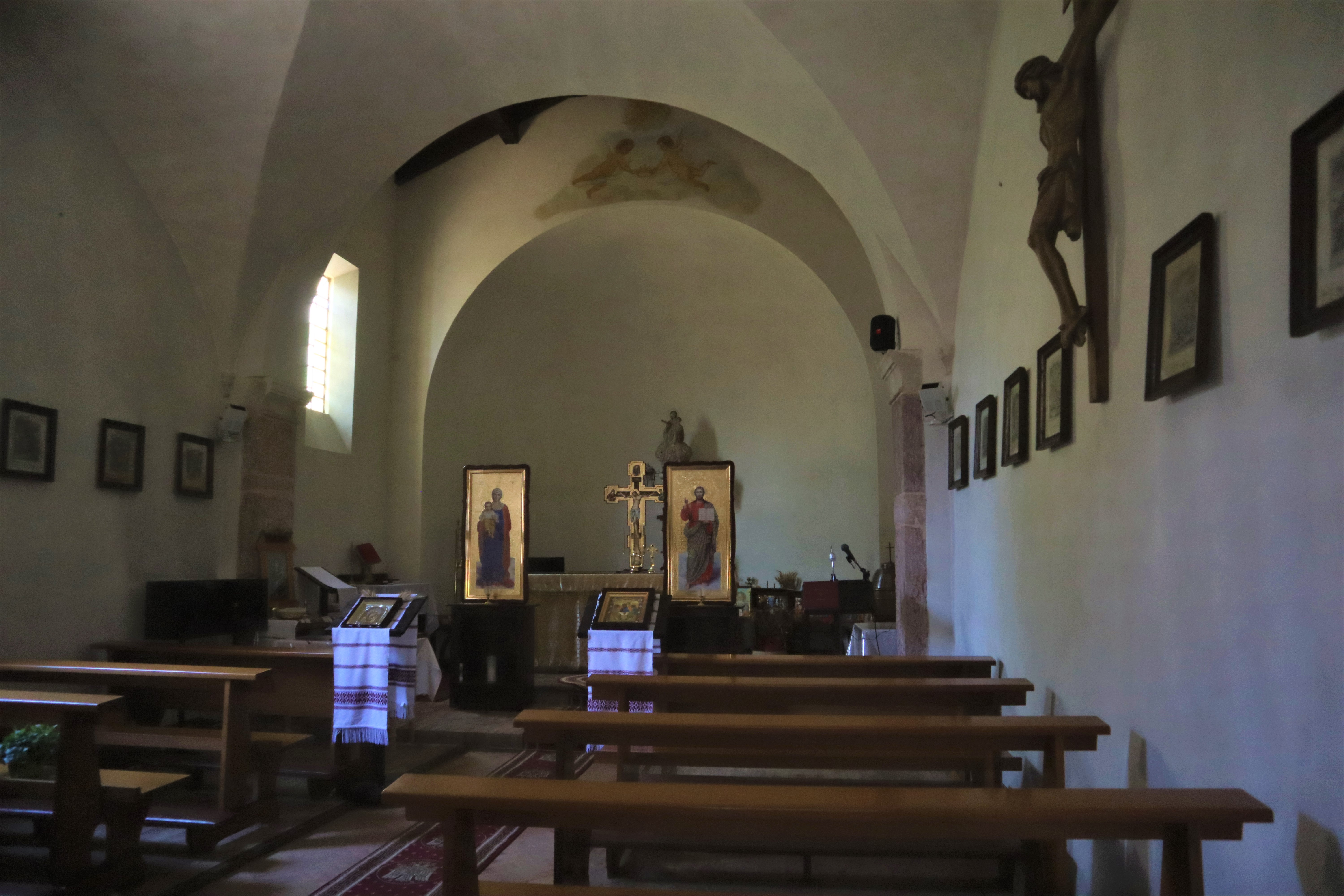
Innenraum der Kirche

Santa Maria delle Vittorie oder Madonna della Vittoria ist eine römisch-katholische Kirche in Linfano. Es handelt sich um eine Filialkirche der Pfarrei Santa Maria Assunta in Arco im Pfarreibezirk Riva und Ledro (Zona pastorale di Riva e Ledro) im Erzbistum Trient.

## Geschichte
Der Bau wurde erstmals 1609 urkundlich erwähnt, als die Konsulen von Arco den Fürstbischof von Trient, Carlo Gaudenzio Madruzzo, um die Fertigstellung des etwa hundert Jahren begonnenen Baus baten. Mit der Fertigstellung wollte man einem Gelübde nachkommen, der Jungfrau Maria eine Kirche errichten zu wollen. Nicht überliefert ist, aus welchem Grund das Gelübde von den Einwohnern von Arco abgelegt wurde. Möglicherweise nimmt es Bezug auf das Ende der konfliktreichen venezianischen Herrschaft am oberen Gardasee im Jahre 1509 nach der venezianischen Niederlage in der Schlacht von Agnadello.
Aufgrund mangelnder finanzieller Mittel zog sich die Fertigstellung allerdings hin. Aus einem Rechenschaftsbericht der Konsulen geht hervor, dass das Kirchlein 1626 trotz der Spendenbereitschaft der Bauern immer noch nicht fertiggestellt war. Im Jahr darauf konnte die Kirche schließlich geweiht werden. Erst fast zehn Jahre später taucht in einer Schenkungsurkunde vom 26. April 1636 der Kirchenname Madonna della Vittoria auf. Auch in diesem Fall ist der Ursprung nicht sicher geklärt. Der Name könnte sich auf einen kurzen Konflikt mit der Republik Venedig im Jahr 1620 beziehen. Zu diesem Zeitpunkt standen das West- und Ostufer des Gardasees unter venezianischer Kontrolle. Möglicherweise versuchte Venedig auch das Tiroler Nordufer unter seine Kontrolle zu bringen. Nachdem Ende Oktober 1620 vermehrt venezianische Galeeren am oberen Gardasee beobachtet wurden und man eine Landung venezianischer Truppen am Nordufer befürchtete, ordnete der Gemeinderat von Arco die Bewachung des Ufers an. Vermutlich kam es in der Folge zu einem Scharmützel mit venezianischen Truppen, dass allerdings nicht weiter dokumentiert ist, und nur im Namen der Kirche, Maria vom Siege, Niederschlag fand.
Im ersten italienischen Unabhängigkeitskrieg kam es am 18. April 1848 bei Linfano zu einem Gefecht zwischen einer lombardischen Freischar und österreichischen Truppen. Hierbei fielen fünf Freiwillige, die hinter der Kirche ihre letzte Ruhe fanden. Während eines Besuches des Bischofs Celestino Endrici im Jahre 1909 wurde der heruntergekommene Zustand des Gebäudes vermerkt, der dringend einer Restaurierung bedürfe. Im Ersten Weltkrieg wurde die Kirche von einer Artilleriegranate getroffen. Hierbei wurde der Bau stark beschädigt und der Holzaltar und das Altarbild zerstört. 1948 wurde die Kirche nach Plänen des Landvermessers Giorgio Sartori aus Rovereto mit der Apsis und der Sakristei vergrößert. 1994 wurde sie renoviert.

## Beschreibung
Die Kirche ist etwa 800 m vom Nordufer des Gardasees entfernt. Sie steht westlich der SS 249 Gardesana Orientale unterhalb der Steilwand des Monte Brione gegenüber des Weinguts Agritur Madonna delle Vittorie, das nach der Kirche benannt wurde. Es handelt sich um eine Saalkirche von etwa 12,50 m Länge und 8,50 m Breite mit einer halbrunden Apsis. Im Norden ist eine rechteckige Sakristei von 2,50 m × 4,50 m angebaut.
Der Eingang befindet sich im Osten und ist von einer leicht hervorspringenden Rahmung mit Faszien-Architrav eingefasst. Zu beiden Seiten des Eingangs gibt je ein kleines Fenster. Unterhalb des Giebels befindet sich in einer Rosette ein Fresko, das Maria mit Jesuskind zeigt. Aus dem Dach ragt südlich versetzt ein kleiner Glockenturm.
In die südliche Außenwand ist eine Marmortafel eingemauert. Sie zeigt einen Kelch und darunter die Initialen ED und die Jahreszahl 1708. An die Südwand ist auch ein Torbogen angebaut. An der Nordwand der Sakristei wurden drei weitere Marmortafeln mit Inschriften angebracht.

### Erste Inschrift
```
Gran Dio
benedite
l’Italia
Pio IX 1846
```

Übersetzung: Großer Gott, segne Italien
Diese Tafel erinnert an Papst Pius IX., der am 16. Juli 1846 seine Antrittsrede mit diesem Satz begann. Die Anhänger des Risorgimento schlossen aus dieser Aussage, dass der Papst ihre Bestrebung für ein vereintes Italien unterstützte.

### Zweite Inschrift
```
A perenne e grata memoria
del
Geom. Giorgio Sartori
1892–1947
Progettista e benefattore
nell’ampliamento
di questa chiesa
la popolazione di Linfano
nel primo anniversario di sua morte
18.8.1948
```

Übersetzung: In immerwährender und dankbarer Erinnerung an den Landvermesser Giorgio Sartori (1892–1947), Planer und Wohltäter bei der Erweiterung dieser Kirche. Die Bevölkerung von Linfano am ersten Jahrestag seines Todes am 18.8.1948

### Dritte Inschrift
```
Ai Cinque prodi volontari lombardi
caduti nel combattimento a Linfano
contro l’austriaco oppressore
add 18 aprile 1848
auspicando col loro sangue
ai liberi fati di questa terra
il popolo archese redento
oggi assolse il voto
lungamente represso nell’animo
sacrandone le tombe qui presso
alla pia e grata memoria
dei presenti e dei posteri.
p. 18 aprile 1921
```

Übersetzung: Den fünf tapferen lombardischen Freiwilligen, die am 18. April 1848 in Linfano im Kampf gegen den österreichischen Unterdrücker fielen und hofften mit ihrem Blut dieses Land zu befreien, erfüllt heute das befreite Volk von Arco das lange im Geiste unterdrückte Gelübde die Gräber hier zu weihen, im frommen und dankbaren Gedenken der Anwesenden und Nachkommen. 18. April 1921.
Die Gedenktafel erinnert an die Gefallenen von 1848 und an die Angliederung des Trentino an das Königreich Italien am 10. Oktober 1920 infolge des Vertrags von Saint-Germain.

### Innenausstattung
Das rechteckige Kirchenschiff wird von einem Kreuzgewölbe überspannt. Es hat im Süden ein spitzbögiges Fenster. Der leicht überhöhte Chor hat dieselbe Breite und ist optisch durch zwei eckige Halbsäulen vom Kirchenraum getrennt. Er schließt mit einer halbrunden Apsis mit dem Altar ab und wird durch ein Fenstergewände in der Südwand beleuchtet. Dem Fenster gegenüber liegt an der Nordseite der Zugang zur Sakristei. Die Fresken, von denen nur noch Teile am Triumphbogen und über der Tür zur Sakristei erhalten sind, datieren in das Jahr 1626 und stammen wie das Fresko an der Außenwand aus der Hand des Trentiner Maler Giovanni Antonio Zanoni. Die liturgische Ausstattung setzt sich aus verschiedenen Elementen unterschiedlicher Epochen zusammen und bietet deshalb ein uneinheitliches Bild. Der Altartisch wurde 1948 von dem Bildhauer Ferdinando Cian (1889–1954) unter Verwendung von Teilen aus bemaltem Holz des alten Altars und Terrakottareliefs geschaffen. Hinter dem Altar steht auf einer Säule eine Terrakotta-Skulptur der Maria mit Kind, ebenfalls ein Werk Cians. Das Fresko am Triumphbogen zeigt zwei Engel, die eine Krone tragen.
Jährlich Ende September wird in der Kirche das Erntedankfest gefeiert.